# دودمان شوتروکی
دودمان شوتروکی یکی از دودمان‌های ایلام میانه در بین سال‌های ۱۲۱۰ تا ۱۱۰۰ پیش از میلاد بود.
در زمان شوتروکی‌ها، شوش، بزرگی خود را که تا حدی با ساخت دورانتاش تحت‌الشعاع قرار گرفته بود، دوباره به‌دست آورد و تمام جلال و شکوه تمدن ایلامی دوباره آشکار شد. ثروت‌های شوتروک نهونته یکم و سه پسر و جانشین او به این نسل جدید «شاهان انشان و شوش» امکان داد تا به کرات علیهٔ شاهان کاسی میان‌رودان لشکرکشی کنند و امپراطوری ایلام و به‌ویژه شوش را با معابدی که به‌شکل باشکوهی بازسازی شده‌بودند، تزئین نمایند. سه جانشین شوتروک نهونته عبارت بودند از کوتیر نهونته دوم، شیلهک اینشوشینک و هوتلوتوش اینشوشینک.
شوتروک نهونته، پسر هلوتوش اینشوشینک، چندین بار علیهٔ میان‌رودان لشکرکشی کرد و از آنجا غنائمی آورد که بر روی آن‌ها نامش را نوشته است. اطلاعات بدست‌آمده از یک نامه که اینک در موزه خاور نزدیک برلین نگهداری می‌شود، مشخص می‌کند که شوتروک نهونته بر بابل ادعای سروری داشت و شاید این جنگ‌ها بعد از انکار بابلی‌ها رخ داد. به‌این ترتیب، می‌دانیم که او به اکد، بابل، و اشنونا حمله کرد و مجسمه‌های منیشتوشو را از اشنونا به غنیمت گرفت. همین شاه ایلامی بود که اسناد مشهوری مانند قانون حمورابی و استل نرام سین را به‌عنوان غنیمت به شوش آورد. در سال ۱۱۵۸ پیش از میلاد، او شاه کاسی، زبابا شوما ایدینا را کُشت و پسر ارشد خود کوتیر نهونته را بر تخت سلطنت بابل نشاند. وقتی شوتروک نهونته درگذشت، کوتیر نهونته جانشین او شد و سیاست وی را در میان‌رودان ادامه داد و با معزول کردن انلیل ندین اخی (۱۱۵۷ تا ۱۱۵۵ پیش از میلاد) سلسلهٔ طولانی کاسی‌ها را پایان داد. او فقط برای مدت کوتاهی سلطنت کرد و سپس برادرش شلیهک اینشوشینک جانشین او شد. شیلهک اینشوشینک کتیبه‌های زیادی از خود به‌زبان ایلامی بر جای گذاشته است که از یک‌سو، لشکرکشی‌های متعدد او را به میان‌رودان ثبت کرده‌اند و از سوی دیگر، معابدی را که او ساخته یا بازسازی کرده و به خدایان تقدیم کرده بود را مشخص می‌کنند. برای مثال، در کتیبه‌ای ذکر می‌کند که بیست معبد «دارای باغ» را در شوش و ایلام تقدیم خدایان کرده‌است.
آخرین پادشاه این دودمان، هوتلوتوش اینشوشینک، گاه خود را «پسر کوتیر نهونته و شلیهک اینشوشینک» نامیده و گاه خود را «پسر شوتروک نهونته، و کوتیر نهونته، و شلیهک اینشوشینک» می‌نامد؛ وی احتمالاً پسر شوتروک نهونته از دخترش نهونته اوتو بود، که ظاهراً نمونهٔ دیگری از ازدواج با محارم در داخل خاندان سلطنتی ایلام است. هوتلوتوش اینشوشینک به‌اندازهٔ شاهان قبلی‌اش باکفایت نبود و برای مدت کوتاهی، نبوکدنصر یکم شوش را از وی گرفت. وی در انشان پناه گرفت، در آنجا معبدی را ساخت یا بازسازی کرد و سپس به شوش بازگشت، و احتمالاً در آن‌جا برادرش شیلهنیا امرو لگمر جانشین وی شد. با این پادشاه، قدرت ایلام برای مدت طولانی از صحنهٔ سیاسی محو شد.